# Distrito de Máncora
El distrito de Máncora es uno de los seis que conforman la provincia de Talara ubicada en el departamento de Piura en el Norte del Perú.
Desde el punto de vista jerárquico de la Iglesia católica, forma parte de la Vicaría Foránea de Talara de la arquidiócesis de Piura.

## Historia
El distrito fue creado por Ley n.º 818 del 14 de noviembre de 1908, en el primer gobierno del Presidente Augusto Leguía.

## Geografía
El distrito tiene una superficie de 100,19 km².

## Autoridades

### Municipales
- 2019 - 2022[4]
  - Alcalde: José Alexander Ramírez Granda, del Movimiento de Desarrollo Local Modelo Región Piura.
  - Regidores:

  1. Naldo Francisco Maceda Estrada (Movimiento de Desarrollo Local Modelo Región Piura)
  2. Martín Saavedra Olivos (Movimiento de Desarrollo Local Modelo Región Piura)
  3. Jeysson Alexis Fiestas Querevalú (Movimiento de Desarrollo Local Modelo Región Piura)
  4. Laura Liseth Lama Alzamora (Movimiento de Desarrollo Local Modelo Región Piura)
  5. Cosme Adalberto Villar Távara (Movimiento Regional Seguridad y Prosperidad)

Alcaldes anteriores
- 2015-2018:[5] Florencio Olibos Olibos, de Unidad Democrática del Norte (UDM).
- 2011-2014: Víctor Raúl Hidalgo López, del Partido Aprista Peruano (PAP).[6]
- 2007-2010: Víctor Raúl Saucedo Llaque.

### Otras Autoridades
- Comisario:  Capitán PNP Pier Ruiz Contreras.
- Capitán de Puerto de Talara: Capitán de Corbeta Víctor Lun Pun Torres

## Festividades
- Julio: Virgen del Carmen.